# عباس علی اف
عباس علی‌اف (۱۸۹۹ - ۱۹۵۸)اولین وزیر معارف در جمهوری سوسیالیستی تاجیکستان شوروی بود. از شرکت کنندگان در سرنگونی امارت بخارا در سال ۱۹۲۰ میلادی بود. در ۱۹۲۲ عنوان قهرمان جمهوری خلق بخارا را به خود گرفت. بین سالهای ۱۹۲۴ تا ۱۹۲۷ وزیر معارف جمهوری سوسالیستی تاجیکستان شوروی شد.